# Амбербоа мускусная
Амбербоа мускусная (лат. Amberboa moschata) — вид травянистых растений рода Амбербоа (Amberboa) семейства Астровые (Asteraceae).

## Хозяйственное значение и применение
Может использоваться в качестве декоративного растения.